# 風雲 (廣播劇)
《風雲》為香港商業電台播出的武俠廣播劇，首播於1998年5月4日至7月24日，内容改編自馬榮成漫畫《風雲》。編劇為馬榮成，製作為文雋，監製為文雋，共60集。

## 故事概要
天下會幫主雄霸篤信命理，在泥菩薩的指引下，把步驚雲（郭富城）和聶風（鄭伊健）收為入室弟子，以成霸業。到了後來，步驚雲和聶風因為種種原因，和雄霸關係決裂，並決定聯手對付雄霸……

## 主題曲
驚變、一對對、風雲  

## 聲音演出
- 郭富城 飾 步驚雲
- 鄭伊健 飾 聶風
- 謝天華 飾 秦霜
- 勞浩榮 飾 不虛
- 楊恭如 飾 孔慈
- 舒淇 飾 楚楚
- 陳小春 飾 斷浪
- 金剛 飾 雄霸
- 谷德昭 飾 釋武尊
- 黃秋生 飾 劍聖
- 鄭丹瑞 飾 文丑丑
- 陳嘉熙 飾 鳳舞
- 方中信 飾 聶人王
- 古巨基 飾 劍晨